# Frederik Moltke (kammerherre)
 Der er flere personer med dette navn, se Frederik Moltke (flertydig).
Frederik greve Moltke (3. april 1763 i København – 18. januar 1785 i Hamborg) var en dansk kammerherre.
Han var søn af deputeret i Generaltoldkammeret, kammerherre, senere deputeret for finanserne, overhofmarskal, gehejmekonferensråd, dr. jur. Christian Frederik greve Moltke og Ide Hedevig Buchwald, blev student (privat dimitteret) 1780, cand. jur. 1782 og 1784 kammerherre, men døde året efter. Han døde ugift.